# Хопштедтен-Вайерсбах
Хопштедтен-Вайерсбах (нем. Hoppstädten-Weiersbach) — община в Германии, в земле Рейнланд-Пфальц. 
Входит в состав района Биркенфельд. Подчиняется управлению Биркенфельд.  Население составляет 2704 человека (на 31 декабря 2010 года). Занимает площадь 17,86 км².
Коммуна подразделяется на 3 сельских округа.